# Elathous rufobasalis
Elathous rufobasalis là một loài bọ cánh cứng trong họ Elateridae. Loài này được Wurst miêu tả khoa học năm 1994.